# Liptena tullia
Liptena tullia är en fjärilsart som beskrevs av Otto Staudinger 1892. Liptena tullia ingår i släktet Liptena och familjen juvelvingar. Inga underarter finns listade i Catalogue of Life.